# 布比亞河戰役
布比亞河戰役（西班牙語：Batalla del río Burbia）是一場791年的戰役，交戰雙方為阿斯圖里亞斯王國的軍隊，由阿斯圖里亞斯國王貝爾穆多一世指揮，另一方為哥多華埃米爾國的軍隊，由優素福·伊本·布赫特領導。這場戰役發生的背景為希沙姆一世的加齊對抗北伊比利半島的基督徒叛軍。 戰役發生於布比亞河附近，位於今日所知的維亞夫蘭卡別索。最後戰果是安達盧斯人的勝利。

## 戰役經過
哥多華埃米爾有意要併吞阿斯圖里亞斯王國，因此組織了兩支軍隊來達成這個併吞的意圖。第一支軍隊被交代要征服加利西亞，而第二支軍隊則被要求征服西部巴斯克的領土。當希沙姆一世帶著他征服的戰利品返回哥多華時，基督徒發動攻擊了。穆斯林們在統率力高的將軍優素福·伊本·布赫特的帶領下，成功的擊退了攻擊，並且更加的將埋伏轉變成勝利。

## 結果
阿斯圖里亞斯軍隊的撤退導致了貝爾穆多國王的退位，並換來阿斯圖里亞斯的阿方索二世即位，阿方索二世是阿斯圖里亞斯國王弗鲁埃拉一世的兒子，也就是阿斯圖里亞斯的阿方索一世的孫子，並且等同於是阿斯圖里亞斯的佩拉约的曾孫。阿方索的成為新國王的第一個動作是將首都遷往奧維耶多（又稱奧維塔歐Ovetao），這是一個舊的羅馬城市。791年9月14日，他根據過去在托雷多的西哥德國王的權力加緬為國王。
同一年，貝爾穆多回去過他過去的修道士生活，最後去世於797年。他被認為是一個慷慨、坦蕩與優秀的國王。
這次的戰果讓收復失地運動被迫停滯了許多年。